# Kounice
Kounice település Csehországban, a Nymburki járásban. Kounice Chrást, Vykáň, Černíky, Český Brod, Klučov, Velenka és Bříství településekkel határos. Lakosainak száma 1703 fő (2024. január 1.).

## Népesség
A település lakosságának változását az alábbi diagram mutatja:
| Lakosok száma | 1339 | 1308 | 1208 | 1059 | 995  | 1233 | 1346 | 1450 | 1587 | 1703 |
|               | 1869 | 1900 | 1921 | 1961 | 1980 | 2011 | 2016 | 2019 | 2021 | 2024 |